# Jan Keller (Handballspieler)
Jan Keller (* 24. Oktober 1982) ist ein schweizerischer Handballspieler.
Jan Keller ist Captain des TSV St. Otmar St. Gallen. Seine Position ist Rückraum Mitte. Seine Handballkarriere lancierte er in der Saison 1988/1989 in der Junioren-Abteilung von St. Otmar. Keller durchlief sämtliche Junioren-Stufen vom St. Galler Traditionsverein. Seine Juniorenzeit wurde gekrönt vom U21-Meistertitel in der Saison 2001/2002. Das erste Spiel in der NLA-Mannschaft absolvierte er in der Saison 1999/2000 gegen HC GS Stäfa. In der darauf folgenden Saison (2000/2001) konnte er mit St. Otmar den Meistertitel und den Cupsieg feiern. In der Saison 2004/2005 stand er mit St. Otmar im Europacup-Halbfinal. Im Februar 2008 hat sich Keller das vordere Kreuzband im rechten Knie gerissen. In der Saison 2008/2009 stand er mit dem TSV St. Otmar St. Gallen im Halbfinale des EHF-Cups. Endstation war Gorenje Velenje.
Nach der Saison 2011/2012 hat Jan Keller seine aktive Handball-Karriere beendet. In 13 Saisons spielte Keller über 350 Meisterschafts- und Cup-Spiele für St. Otmar. Dazu kommen über 40 Europacup-Einsätze für den TSV St. Otmar St. Gallen. Damit ist Keller der Spieler, der in der langen Geschichte St. Otmars am meisten internationale Spiele für den Verein absolviert hat. Nach dem Ende seiner Karriere als Spieler war Jan Keller in den Saisons 2012/2013 und 2013/2014 Assistenztrainer und Coach von Chef-Trainer Jan Filip.
Jan Keller studierte an der Universität St. Gallen Internationale Beziehungen.
| Personendaten    | Personendaten                   |
| ---------------- | ------------------------------- |
| NAME             | Keller, Jan                     |
| KURZBESCHREIBUNG | schweizerischer Handballspieler |
| GEBURTSDATUM     | 24. Oktober 1982                |